# František Oldřich Kinský
František Oldřich Kinský (deutsch Maria Franz Ulrich Johannes Clemens Christophorus Antonius Bonaventura 11. Fürst Kinsky von Wchinitz und Tettau; * 7. Oktober 1936 in Wien; † 2. April 2009 in Buenos Aires) war ein in Argentinien lebender Angehöriger der ehemaligen tschechischen Adelsfamilie Kinský, der durch bedeutende Rechtsstreitigkeiten mit dem tschechischen Staat bekannt geworden ist.

## Leben
František Oldřich Kinský war der Sohn des Fürsten Ulrich Kinsky (1893–1938) und seiner zweiten Gattin Mathilde Freiin von dem Bussche-Haddenhausen (1900–1974).
Seine Geschwister waren bzw. sind: Ulrich (1918–1929), Maria Hosanna (1924–1960), Charlotte (* 1927), Eleonore (1932–1983) und Aglae (1932–1984/1991). Die ersten drei Geschwister entstammten der ersten Ehe des Vaters mit Gräfin Katalin Széchenyi de Sárvár-Felsövidék (1893–1968).
Nach dem Tod seines Vaters 1938 wurde er im Alter von nur zwei Jahren dessen Erbe (und nach historischem Adelsrecht der 11. Fürst Kinsky von Wchinitz und Tettau). Während der deutschen Besetzung der Tschechoslowakei wanderte er 1940 mit seiner Mutter nach Argentinien aus, wo er bis zu seinem Tode lebte. Er erbte etliche Besitztümer der Familie, unter anderem das Kinský-Palais am Altstädter Ring in Prag sowie die Schlösser Chotzen, Rositz (Rosice u Chrasti im Okres Chrudim), Böhmisch Kamnitz und Zlonice. Diese Besitztümer wurden ihm 1945 auf Grund der Beneš-Dekrete entzogen. Seit 2003 klagte Kinský vor verschiedenen tschechischen Gerichten auf Rückgabe des Vermögens. Insgesamt handelt es sich um 157 eingereichte Klagen im Streitwert von 1,3 Milliarden Euro. 2005 entschied das tschechische Verfassungsgericht, dass Kinský kein Recht auf die Rückgabe der bis zum kommunistischen Umsturz 1948 beschlagnahmten Güter habe. Die Prozesse um andere Besitztümer dauerten aber an. Seinen einzigen verbliebenen Besitz, das Palais Daun-Kinsky in Wien, verkaufte er 1986. 
Kinský war zweimal verheiratet. Vom 14. April 1965 bis 1977 mit Roberta Cavanagh (1942–2002) und vom 24. Oktober 1977 an mit Helena Gräfin Hutten-Czapska (* 1941).
Sein Sohn Karl aus der ersten Ehe mit Roberta Cavanagh wurde 1967 geboren. Karl Kinský ist seit 2000 mit Maria de los Dolores Beccar Varela (* 1971) verheiratet und hat drei Kinder. Seit dem Tod des Vaters ist er seit 1. April 2009 Chef der Familie Kinský (nach historischem Adelsrecht der 12. Fürst). Er führte einen Erbschaftsprozess gegen seine Stiefmutter Helena.
| Personendaten    | Personendaten                                      |
| ---------------- | -------------------------------------------------- |
| NAME             | Kinský, František Oldřich                          |
| ALTERNATIVNAMEN  | Fürst Kinsky von Wchinitz und Tettau, Franz Ulrich |
| KURZBESCHREIBUNG | tschechischer Adliger                              |
| GEBURTSDATUM     | 7. Oktober 1936                                    |
| GEBURTSORT       | Wien                                               |
| STERBEDATUM      | 2. April 2009                                      |
| STERBEORT        | Buenos Aires                                       |